# Earl of Bessborough

Wappen der Earls of Bessborough

Vere Ponsonby, 9. Earl of Bessborough (erster Verleihung), 1. Earl of Bessborough (zweiter Verleihung)

Earl of Bessborough ist ein erblicher britischer Adelstitel, der je einmal in der Peerage of Ireland und in der Peerage of the United Kingdom verliehen wurde.
Familiensitz der Earls ist Stanstead House bei Rowlands Castle in East Hampshire.

## Verleihungen und nachgeordnete Titel
In erster Verleihung wurde Titel am 6. Oktober 1739 in der Peerage of Ireland dem Politiker Brabazon Ponsonby, 2. Viscount Duncannon, verliehen. Dieser hatte bereits 1724 von seinem Vater William Ponsonby, ebenfalls ein bekannter irischer Politiker, die Titel Baron Bessborough, of Bessborough, Piltown in the County of Kilkenny, und 1723 zum Viscount Duncannon, of the Fort of Duncannon in the County of Wexford, geerbt. Diese fortan nachgeordneten Titel waren seinem Vater am 11. September 1721 bzw. am 28. Februar 1722 in der Peerage of Ireland verliehen worden. Am 12. Juni 1749 wurde dem 1. Earl zudem die Würde eines Baron Ponsonby, of Sysonby in the County of Leicester, verliehen. Dieser fortan nachgeordnete Titel gehört zur Peerage of Great Britain und war bis 1999 mit einem erblichen Sitz im House of Lords verbunden.
1834 wurde der spätere 4. Earl Innenminister in der Regierung Melbourne. Gleichzeitig wurde er in der Peerage of the United Kingdom zum Baron Duncannon, of Bessborough in the County of Kilkenny, erhoben. Seit er 1844 beim Tod seines Vaters die Earlswürde erbte, wird auch dieser Titel als nachgeordnete Würde geführt.
Der 9. Earl war von 1931 bis 1935 Generalgouverneur von Kanada. Am 2. Juni 1937 ihm in zweiter Verleihung der Titel Earl of Bessborough neu verliehen, diesmal in der Peerage of the United Kingdom. Diese Würde erlosch, als sein Sohn, der 10. Earl, 1993 ohne männlichen Abkömmling verstarb.
Der älteste Sohn des jeweiligen Earls führt als dessen Titelerbe den Höflichkeitstitel Viscount Duncannon.

## Liste der Viscounts Duncannon und Earls of Bessborough

### Viscounts Duncannon (1723)
- William Ponsonby, 1. Viscount Duncannon (1659–1724)
- Brabazon Ponsonby, 2. Viscount Duncannon (1679–1758) (1739 zum Earl of Bessborough erhoben)

### Earls of Bessborough (1739)
- Brabazon Ponsonby, 1. Earl of Bessborough (1679–1758)
- William Ponsonby, 2. Earl of Bessborough († 1793)
- Frederick Ponsonby, 3. Earl of Bessborough (1758–1844)
- John Ponsonby, 4. Earl of Bessborough (1781–1847)
- John Ponsonby, 5. Earl of Bessborough (1809–1880)
- Frederick Ponsonby, 6. Earl of Bessborough (1815–1895)
- Walter Ponsonby, 7. Earl of Bessborough (1821–1906)
- Edward Ponsonby, 8. Earl of Bessborough (1851–1920)
- Vere Ponsonby, 9. Earl of Bessborough, 1. Earl of Bessborough (1880–1956)
- Frederick Ponsonby, 10. Earl of Bessborough, 2. Earl of Bessborough (1913–1993)
- Arthur Ponsonby, 11. Earl of Bessborough (1912–2002)
- Myles Ponsonby, 12. Earl of Bessborough (* 1941)

Titelerbe (Heir apparent) ist der Sohn des jetzigen Earls, Frederick Ponsonby, Viscount Duncannon (* 1974).